# 横州市
横州市（おうしゅう-し）は中華人民共和国広西チワン族自治区南寧市に位置する県級市。

## 地理
横州市は広西チワン族自治区の南東部に位置し、東は貴港市、南は霊山県及び浦北県、西は邕寧区、北は賓陽県と接している。珠江流域の支流の鬱江が流れる。

## 歴史
前111年、前漢は横州市の地域に合浦郡及び鬱林郡を設置、現在の地域には広鬱県・合浦県・安広県・平山県が設置された。
286年（太康7年）、西晋が寧浦郡を設置、郡治が現在の横州市内に設置された。南朝梁の天監年間（502年 - 519年）、寧浦郡を分割し簡陽郡を設置、新設の簡陽県を管轄した。591年（開皇11年）、隋朝により寧浦郡・簡陽郡を廃止し簡州が設置された。その後598年（開皇18年）に縁州と改称、606年（大業2年）に縁州は一旦廃止されたが、唐朝が成立すると621年（武徳4年）に再び簡州が設置された。623年（武徳6年）、簡州は南簡州と改称、634年（貞観8年）、横州と改称され、下部に蒙沢県及び嶺山県の両県を管轄した。758年（乾元元年）には寧浦県・従化県・楽山県を管轄するようになった。
1279年（至元16年）、横州は横州路に昇格したが、1295年（元貞元年）に横州に降格、寧浦県及び永淳県を管轄した。1369年（洪武2年）、明朝は寧浦県が廃止となり横州に編入された。1377年（洪武10年）、横州は横県に一次降格したが、1380年（洪武13年）に再び横州に戻された。
1913年（民国2年）、横州は横県と改められた。1952年、永淳県の解体に伴い、その管轄区域内であった巒城・六景・良圻・石塘・平朗地区が横県に移管された。
2021年2月3日に横県より県級市の横州市に改編され現在に至る。

## 行政区画
- 鎮：横州鎮、百合鎮、那陽鎮、南郷鎮、新福鎮、蓮塘鎮、平馬鎮、巒城鎮、六景鎮、石塘鎮、陶圩鎮、校椅鎮、雲表鎮、馬嶺鎮、馬山鎮、平朗鎮
- 郷：鎮竜郷

## 交通

### 鉄道
- 湘桂線
- 黎欽線

### 道路
- 高速道路
  - 桂海高速道路
  - 南広高速道路

## 健康・医療・衛生
- 横州市人民医院

## 施設
- 西津水力発電所

## 特産品
- ジャスミン[1][2]